# Christopher Freeman
Christopher Freeman (11 settembre 1921 – 16 agosto 2010) è stato un economista inglese, fondatore e primo direttore dello SPRU (Science and Technology Policy Research) presso la University of Sussex, e uno dei più eminenti teorici dei cicli di Kondratiev, e ha contribuito considerevolmente alla rinascita della tradizione neo-Schumpeteriana.
La sua compagna e poi moglie dall'inizio degli anni 1980 fino alla sua morte è stata l'economista venezuelana Carlota Perez.

## Attività accademica
Freeman è stato il fondatore e primo direttore, dal 1966 e al 1982 dello SPRU, e RM Professor di Science Policy. Successivamente è stato nominato Professore emerito e ha mantenuto un quotidiano contatto con l'Università del Sussex. Le sue aree di ricerca principali sono state il cambiamento tecnologico, gli indicatori della scienza e tecnologia, la diffusione delle tecnologie generiche e le loro future implicazioni, i cambiamenti strutturali nell'economia mondiale, e lo sviluppo economico dei paesi dell'estremo oriente e dell'America Latina. Ha introdotto il concetto di Sistema Nazionale di Innovazione con Bengt-Aake Lundvall e Richard R. Nelson.
È stato un pioniere della misurazione delle attività scientifiche e tecnologiche, in particolare delle statistiche sulla ricerca e sviluppo, collaborando strettamente con le attività svolte dall'Organizzazione per la Cooperazione e lo Sviluppo Economico, il cui segretariato è situato a Parigi.  
È stato il mentore di varie generazioni di economisti e scienziati sociali che hanno lavorato sul cambiamento tecnologico, l'innovazione e la società della conoscenza. Tra di loro, Keith Pavitt, Luc Soete, Carlota Perez, Mary Kaldor, B.A. Lundvall, Giorgio Sirilli, Daniele Archibugi, Giovanni Dosi, Luigi Orsenigo e Jan Fagerberg. 
Ha ricevuto titoli onorari dalle università di Linköping in Svezia, Sussex, Middlesex, Birmingham e Brighton. Ha ricevuto il premio Bernal nel 1987, il premio Schumpeter nel 1988, il Prix International du Futuroscope, e il World Technology Award for Policy nel 2001. Il nuovo edificio dello SPRU a Brighton è stato battezzato Freeman Centre.

## Presunta avventura
Nel 2002, dopo che gli archivi della Repubblica Democratica Tedesca furono di accesso pubblico,  Franziska Orgstein ha scritto sulla Sueddeutsche Zeitung che durante  la guerra il giovane soldato ebbe un affare sentimentale con la regina Elisabetta, che divenne dopo la morte di suo marito la "Regina madre". A quel tempo, Freeman era un giovane Ufficiale delle Guardie a Balmoral, la residenza della casa reale britannica in Scozia, con un diploma di laurea della London School of Economics: "La giovane e attraente Regina vide il bell'ufficiale e si innamorò di lui. Ne seguì una appassionata avventura. Tecnicamente, Freeman avrebbe potuto essere accusato di tradimento e condannato a morte... ma la storia continuò". La notizia, riportata sui giornali inglesi The Guardian (4 April 2002, nota di Matthew Norman)  e The Independent (18 April 2002), non è stata commentata né da Freeman né dalla casa reale.

## Pubblicazioni
- As Time Goes By: From the Industrial Revolutions to the Information Revolution (coautore con Francisco Louça), Oxford, Oxford University Press, 2001.
- The Economics of Industrial Innovation, 3rd edn. (coautore con Luc Soete), Pinter, London, 1997.
- Systems of Innovation: Selected Essays in Evolutionary Economics, Edward Elgar Publishing Ltd, 2008.
- Work for All or Mass Unemployment?: Computerised Technical Change in the Twenty-First Century, (coautore con Luc Soete), Pinter, London, 1994.
- The Economics of Hope: Essays on Technical Change, Economic Growth, and the Environment, Pinter, London, 1992.
- Technology Policy and Economic Performance: Lessons from Japan, Pinter Pub Ltd, 1987.
- Unemployment and Technical Innovation: A Study of Long Waves and Economic Development, (coautore con John Clark e Luc Soete), Greenwood Press, 1982.